# فرودگاه بین‌المللی چاکلوتا

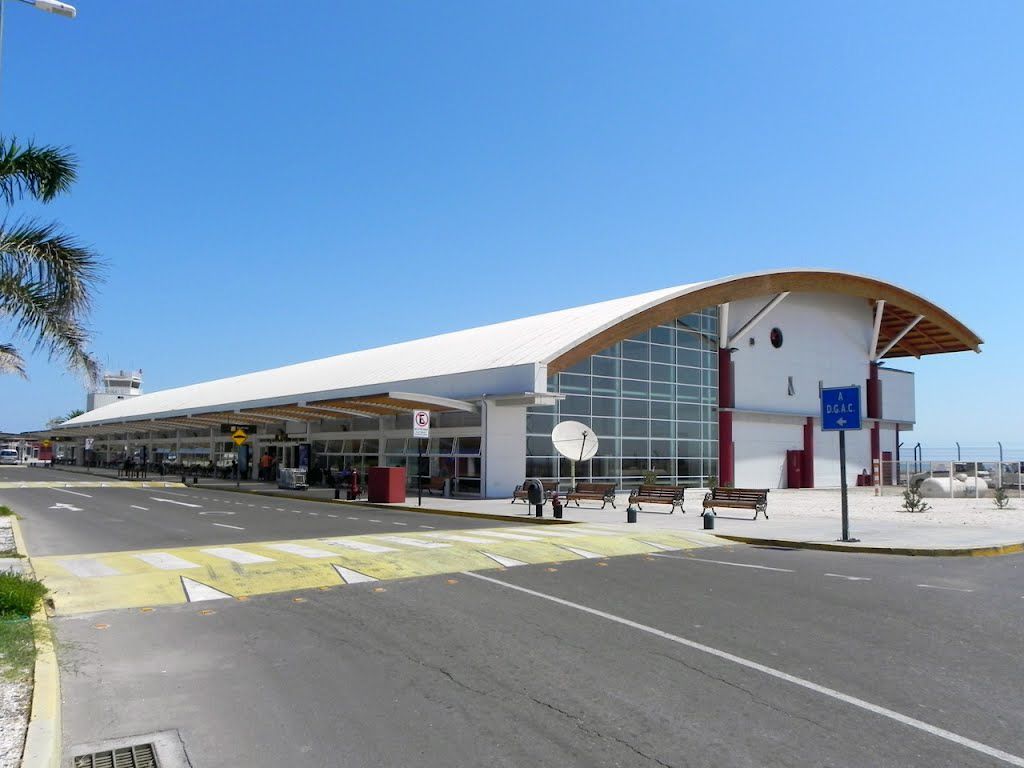
تصویری از فضای بیرون فرودگاه بین المللی چاکلوتا

فرودگاه بین‌المللی چاکلوتا (به انگلیسی: Chacalluta International Airport) یک فرودگاه همگانی با کد یاتا ARI است که یک باند فرود آسفالت دارد و طول باند آن ۲۱۷۰ متر است. این فرودگاه در کشور شیلی قرار دارد و در ارتفاع ۵۱ متری از سطح دریا واقع شده‌است.

## شرکت‌های هواپیمایی و مقصدهای پروازی
| شرکت‌های هواپیمایی | مقصدهای پروازی                                                |
| ----------------- | ------------------------------------------------------------- |
| Amaszonas         | دیگو اراسنا                                                   |
| لان ایرلاینز      | دیگو اراسنا، کومودورو ارتورو مرینو بنیتز                      |
| اسکای ایرلاین     | سروو مورنو، دیگو اراسنا، ال آلتو، کومودورو ارتورو مرینو بنیتز |